# Passiflora deidamioides
Passiflora deidamioides är en passionsblomsväxtart som beskrevs av Hermann August Theodor Harms. Passiflora deidamioides ingår i släktet passionsblommor, och familjen passionsblomsväxter. Inga underarter finns listade i Catalogue of Life.